# Јонашени (Варфу Кампулуј)
Јонашени (рум. Ionășeni) насеље је у Румунији у округу Ботошани у општини Варфу Кампулуј. Oпштина се налази на надморској висини од 336 m.

## Становништво
Према подацима из 2002. године у насељу је живело 975 становника, од којих су сви румунске националности.